# Mopeli Molapo
Mopeli Molapo (ur. 27 listopada 1957) – lesotyjski lekkoatleta (sprinter), olimpijczyk.
Brał udział w Letnich Igrzyskach Olimpijskich 1980 w Moskwie. Wystąpił w eliminacyjnym biegu na 1500 m, w którym zajął siódme miejsce (z czasem 3:55,50).
Odpadł w eliminacjach biegu na 1500 m podczas Igrzysk Wspólnoty Narodów 1978 (z czasem 4:00,27).
Rekord życiowy w biegu na 1500 m – 3:54,8 (1982).